# Geheebia
Geheebia là một chi rêu trong họ Pottiaceae.